# 尼古拉·马卡罗维茨
尼古拉·亚历山德罗维奇·马卡罗维茨（俄语：Николай Александрович Макаровец，1939年3月21日—2019年3月31日），俄罗斯武器设计师。“合金” 科研生产联合体总设计师。俄罗斯工程院院士。俄罗斯联邦英雄。

## 生平
1939年生于乌克兰苏维埃社会主义共和国蘇梅州克羅列韋茨。1962年毕业于图拉机械学院，在阿尔泰边疆区比斯克市的“阿尔泰”科研生产联合体工作。历任初级工程师、高级工程师、部门主管。1965年，提议并设立固体火箭发动机研究中心，专研弹道、能量效率和燃烧速率。1977年，升任“阿尔泰”科研生产联合体副总裁。1984年获列宁奖。
1985年11月，开始担任“合金” 科研生产联合体总裁，领导了多管火箭炮的开发与研制工作，知名的有“旋风-G”、“旋风-S”、“飓风-1M”远程多管火箭炮系统。1997年获得俄罗斯联邦英雄荣誉称号。
2019年3月31日在圖拉病逝，享年80岁。

## 中文译本
- 马卡罗维茨; 杰涅日金; 科兹洛夫; 列奇科. . 由中国兵器科学研究院翻译. 国防工业出版社. 2008年3月. ISBN 9787118052053.